# Spaceball

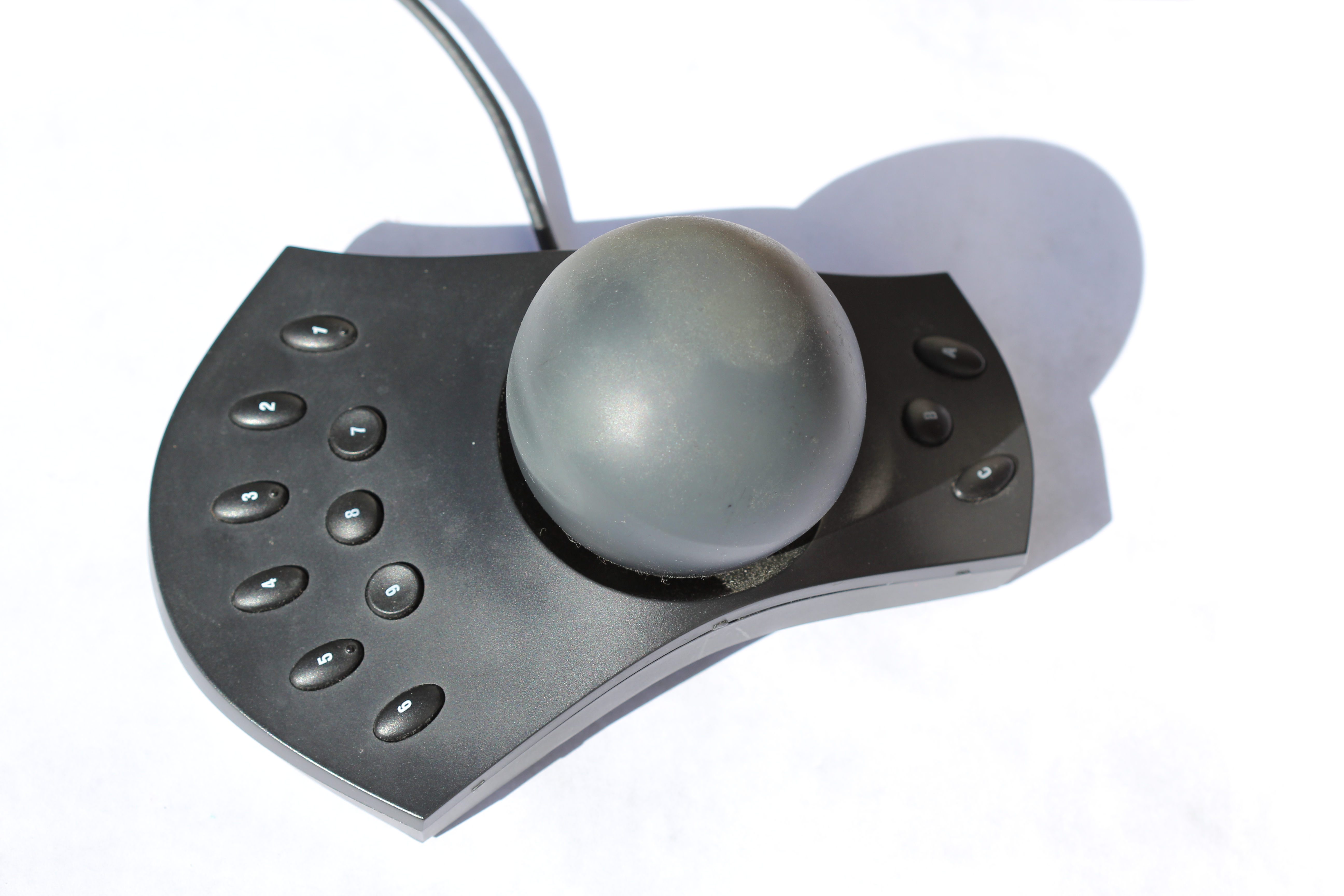
Spaceball 4000 FLX vyrobený roku 2000

SpaceBall (též „3D myš“) je vstupní zařízení počítače, obdoba joysticku, ale v 3D.
 Rozlišuje pohyb ve 3 osách i rotaci kolem nich, má tedy 6 stupňů volnosti. Hlavní částí je koule (označovaná někdy jako „puk“), která snímá pohyb a je umístěna na podstavci s pomocnými tlačítky.
SpaceBall je používán profesionálními grafiky a architekty pro vytváření modelů prostorových objektů v CAD, CAE či CAM. Významným výrobcem těchto zařízení je společnost 3DConnexion (divize známé společnosti Logitech), která podporuje přes 100 významných softwarových aplikací, včetně Adobe Photoshopu CS3.[zdroj?]